# Norkys Batista
Norkys Batista  (Caracas, Venezuela, 1977. augusztus 30. –) venezuelai színésznő, modell.

## Élete
Norkys Batista 1977. augusztus 30-án született Caracasban. 2001-ben a Juana la virgenben játszott. 2002-ben Chiqui szerepét játszotta az Édes dundi Valentina című sorozatban. 2011-ben a Telemundóhoz szerződött, ahol a Flor Salvaje című sorozatban játszotta Sara szerepét.
2003-ban hozzáment Leonardo Luttingerhez. 2006-ban született meg gyermekük, Sebastián.

## Filmográfia

### Telenovellák
- La mujer de mi vida (2022)... Evelin
- Prueba de Fe Episode: Juan Pablo (2017)... Dra Ana Teresa Arismendi
- Corazon traicionado (RCTV, 2016)... Malena Delgado
- Una maid en Paitilla (Televen, 2015)... Yolanda Franco
- De todas maneras Rosa (Venevisión, 2013)... Andreína Vallejo
- Mi ex me tiene ganas (Venevisión, 2012)... Miranda Atenas
- Flor salvaje (Telemundo, 2011)... Sara
- Esto es lo que hay (2009)... Yolanda González de Oropeza
- La trepadora (RCTV, 2008)... Victoria Guanipa
- Amor a palos (RCTV, 2005)... Ana de Jesús Amaral
- Estrambótica Anastasia (RCTV, 2004)... Anastasia/Alexandra/Catalina Valbuena
- Édes dundi Valentina (Mi gorda bella) (RCTV, 2003)... Chiquinquira Lorenz Rivero "La Chiqui" (Magyar hang: Németh Kriszta)
- Juana la virgen (RCTV, 2002)... Desireé Rojas

### Filmek
- Miranda: 2006
- 13 segundos: 2007
- El Sr. Presidente: 2008

### Színház
- Orgasmos